# St Edmund Hall (Oxford)
St Edmund Hall est l'un des collèges constituant l'université d'Oxford au Royaume-Uni. Au sein de l'université, il est mieux connu par son surnom « Teddy Hall ». Il est considéré comme la plus vieille des institutions académiques d'Oxford et comme la plus ancienne institution d'enseignement du monde anglophone. Le collège doit son nom à saint Edmund d'Abingdon, le premier Master of Arts de l'université d'Oxford et le premier archevêque de Cantorbéry diplômé de l'université d'Oxford, qui vit et enseigne au sein même du collège.

## Histoire
Tout comme pour l'université d'Oxford elle-même, la date exacte de fondation de St Edmund Hall est ambiguë. Bien qu'officiellement fondé en 1957, l'histoire du college remonte à 1225. Elle est la dernière institution datant de la période antérieure aux colleges ce qui en fait la plus vieille société académique pour l'éducation des undergratuates de toute université.
Le college tire son nom de saint Edmund d'Abingdon, archevêque de Cantorbéry de 1234 à 1240 qui dispensait des cours sur le site à la fin du XIIe siècle. N'ayant pas de statut universitaire, aucune date de fondation n'est retenue, mais on sait que le site appartenait à John de Bermingham, recteur d'Iffley, puis à partir de 1262 à Thomas of Malmesbury, vicaire perpétuel de Cowley, tous deux ayant probablement entretenu une institution éducative sur le site.
St Edmund Hall commence son existence comme l'une des anciennes « Aularian Houses » d'Oxford, ces halls médiévaux qui conduisent à la fondation de l'université et précédé la création des premiers collèges. En 1272, le site devient la propriété de l'abbaye d'Oseney et le nom d''Aula Sancti Edmundi apparaît dans les comptes de l'abbaye en 1317-1318. Le premier principal connu, lui, date de 1315. L'abbaye étend le site puis l'aula se retrouve sous le contrôle des principaux d'autres colleges avant d'être cédée au Queen's College en 1559, celle-ci étant chargée de son administration tout en devant conserver son indépendance. En 1934, elle propose de donner plus d'indépendance et le roi approuve la constitution de l'université de 1937, en donnant la charge à l'université. À la suite de cette acquisition de statut, la reine donna une charte de college à la aula en 1957. Le college avait donc acquis le contrôle de son site, de ses enseignements, de son personnel. En tant que dernier survivant de ces halls médiévaux, ses membres sont connus sous le nom de « Aularians ». St Edmund Hall a reçu le statut de collège en 1957 et a choisi de conserver sa dénomination historique de « Hall ».
Le collège possède une longue histoire de pensée indépendante, qui l'a fréquemment conduit en conflits avec tant l'Église que l'État. Durant le XIVe siècle et le début du XVe siècle, c'était un bastion de l'hérésie de Wyclif, pour laquelle le principal du collège, William Taylor, fut finalement brûlé sur le bûcher. Au XVIIe siècle, il a dû faire face à la colère de la Couronne pour avoir hébergé des nonjurors, ces hommes restés fidèles à la Maison Stuart d'Écosse et qui avaient refusé de prêter serment à la Maison Germanique des Hanovre, considérant qu'ils avaient usurpé le trône d'Angleterre.

### Chronologie
- 1175 Naissance de St Edmund of Abingdon
- 1262 Site du Quad principal vendu à Thomas of Malmesbury
- 1272 Site du Quad principal cédé à Osney Abbey
- 1315 Williams Boys devient le premier principal de St Edmund Hall dont le nom nous est parvenu
- 1413 Le principal Peter Payne s'enfuit à Prague où il devient l'un des principaux réformateurs hussites
- 1423 L'ancien principal William Taylor est brûlé au bûcher en tant qu'hérétique (il a fait du college un des derniers bastions du wyclifisme).
- 1531 Queen's College obtient les titres de propriété de la aula
- 1546 La couronne vend les titres au spéculateur William Burnell
- 1553 Williams Dennysson achète les titres et les cède à sa mort en 1559 à son college, Queen's
- 1682 La aula acquiert sa chapelle
- 1957 St Edmund Hall devient college

## Étudiants
De nos jours, il y a 400 undergraduates, 150 graduates et 40 fellows par an. Les Aularians (anciens élèves depuis 1957) sont plus de 10000 à travers le monde, de plus de 80 nationalités, parmi les plus célèbres, on trouve : (les dates entre parenthèses sont celles du début des études)

### Arts
- Geoffrey Allen (1945) Compositeur
- Bidisha Bandyopadhyay (1996) Écrivain (Seahorses)
- John Cox (1955) Metteur en scène d'Opéra
- Kevin Crossley-Holland (1959) Écrivain et Poète (Arthur)
- Nicholas Evans (1969) Écrivain (L'Homme qui murmurait à l'oreille des chevaux)
- Stuart Ford (1988) Vice-Président, Miramax Film Corp.
- Patrick Garland (1956) Directeur artistique
- James Harpham (1959) Compositeur
- Terry Jones (1961) Directeur des films des Monty Python et membre de l'équipe
- Emma Kennedy (1986) Actrice
- Stewart Lee (1986) Comédien
- Al Murray (1987) Comédien
- Nigel Pegram (1962) Acteur
- Michael Rudman (1961) Metteur en scène
- Martin Smith (1961) Président, English National Opera
- Peter Wight (1969) Acteur

### Droit
- Sir Stanley Burnton (1961) Juge de Cour d'Assises
- Sir Jeremy Cooke (1967) Juge de Cour d'Assises
- Sir Nicholas Pumfrey (1969) Juge de Cour d'Assises
- Ken Macdonald, QC (1971), Magistrat, Chef de Parquet

### Médias
- Samira Ahmed (1986) Journaliste
- David Aukin (1961) ancien Directeur de la programmation dramatique, Channel 4 TV
- Stuart Barnes (1981) Commentateur sur Sky Sports et ancien joueur de rugby pour l'équipe d'Angleterre
- Lionel Barber (1974), Chef de bureau pour le Financial Times à New York
- Anna Botting (1986) Journaliste
- Emma Brockes (1994) Journaliste
- Sir Robin Day (1947) † Journaliste TV
- Tessa Finch (1982) Productrice Exécutive, BBC TV
- Sir Nicholas Lloyd (1961) ancien, The Daily Express
- Hugh McManners (1975) Producteur TV, Presentateur et Correspondant chargé des affaires militaires

### Politique
- Sir Ian Byatt (1952) ancien Directeur-Général, OFWAT
- Paul Farrelly MP (1981
- Mark Field MP (1984)
- Richard Gozney CMG (1970) High Commissioner pour le  Nigéria
- Charles Humfrey CMG (1966) Ambassadeur en Indonésie
- Robert Jackson MP (1965) ancien ministre
- Nicholas Jarrold (1965) Ambassadeur en Croatie
- Pradeep Kapur (1985), Ambassadeur Indien au Cambodge
- Graham Kentfield FCIB (1959) ancien Chief Cashier, Banque d'Angleterre
- Stephen Sherbourne, homme politique britannique.
- Sir Kieran Prendergast KCVO CMG (1966) Sous-secrétaire général, Nations unies
- Sir Jon Shortridge KCB (1966) Secrétaire Permanent, Assemblée nationale galloise
- John Spellar MP (1966) Ministre des Transports britannique

### Commerce
- Anthony Best (1979) Directeur, JP Morgan Securities
- Nigel Blackwell (1966) Administrateur, The Blackwell Group
- Philip Broadley FCA (1980) Directeur, Prudential plc
- Sir David Cooksey (1959) Administrateur, Advent Venture Partners
- Nicholas Cross (1965) Oxford Semi-conductors Ltd
- John Currey CBE (1959) Président ACAL plc
- Steve Edwards (1976) PDG, Geneva Technology Ltd
- Timothy Elliott (1978) Directeur, JP Morgan
- Charles Fisher (1968) Président, Sharpe & Fisher plc
- Richard Gillingwater (1974) Directeur, Credit Suisse First Boston
- Richard Grainger (1979) Directeur, Hill Samuel Bank
- Adrian Haxby (1977) Directeur, UBS Warburg
- Peter Johnson (1965) Exécutif en Chef, George Wimpey plc
- Ian Laing (1965) Président, Lansdown Estates Group Ltd
- Douglas McCallum (1985), Directeur, ebay UK
- William R Miller OBE (1949) ancien Président adjoint, Bristol-Myers Squibb USA
- Gareth Roberts (1971) Président, Denbury Resources, Inc. USA
- Andrew Rolfe (1985) Directeur de la Division Internationale, Gap Clothing Inc.
- Peter Rothwell (1978) Directeur en Chef, Airtours Holidays
- Gurdon Wattles (1978), Directeur, Deutsche Bank

### Sport
- Dr Sundeep Dhillon (1988) Alpiniste
- Richard Fishlock (1957) Représentant britannique aux JO en aviron
- Alan Jay (1951) Représentant britannique aux JO en escrime
- Dr Jack Rowell OBE (1956) ancien Entraîneur, Équipe anglaise de rugby
- Eloise Smith (1996) Médaillée d'or aux Jeux du Commonwealth Représentant britannique aux JO en escrime en 2000
- Michael J K Smith (1953) Joueur de Cricket pour l'Angleterre, membre du WCC (Fédération Internationale de Cricket)
- Dudley Wood CBE (1956) Ancien Secrétaire, Rugby Football Union
- John Young CBE (1956) Joueur de Rugby, Angleterre & British Lions, et Sélectionneur de rugby anglais

### Éducation
- Professor Keith Bowen (1959), Directeur de la section Nanotechnologie, Warwick University
- Sir John Daniel (1961), Président de la Communauté de savoir, UNESCO
- Andrew Graham (1961), Maître de Balliol College
- Professor Roy Harris (1951), Professeur de Linguistique, Oxford University
- Professor Gabriel Josipovici (1958), Professeur d'Anglais, Sussex University
- Sir Derek Morris (1964), Provost de Oriel College
- Professor Paul Fouracre (1972), Professeur d'Histoire, University of Manchester.

## Religion
- Étienne de Lexinton, (1198-1258), abbé de Clairvaux, fondateur du Collège des Bernardins.